# パルミチン酸レチノール
パルミチン酸レチノール(Retinyl palmitate, retinol palmitate, vitamin A palmitate)はレチノール（ビタミンA）とパルミチン酸のエステル。ヒトの皮膚では主にビタミンAのこの形態で蓄えられ、利用される際には変換を経てレチノイン酸となる。レチノールよりも光学的に安定性が高い。
ビタミンA強化食品として追加されたり、化粧品や日焼け止めに配合されている。

## 生体
ヒトの皮膚ではレチノール（ビタミンA）は、主にこのパルミチン酸レチノールの形で蓄えられている。このことは日焼け止めに使われたパルミチン酸レチノールも同じ特徴を持つということになる。紫外線A波とB波は、人間の皮膚のビタミンAを減少させるが、パルミチン酸レチノールよりレチノールの方が光学的に不安定で破壊されやすい。
皮膚に塗ったパルミチン酸レチノールは皮膚から吸収されてレチノールに変換され、最終的にレチノイン酸となる。

## 利用
パルミチン酸レチノールは、ビタミンAの健康食品における酢酸レチノールの合成代替物で、油状または乾燥物が利用可能である。ビタミンA欠乏症のために経口および注射の製品が利用できる。
2018年にライオンから、レチノールパルミチン酸エステルを配合した目の渇きから来る疲れのための点眼薬「スマイルザメディカル A」が発売されている。海外でのUrsapharmはドライアイ用の点眼薬。
ビタミンA強化食品として朝食用シリアルや牛乳に使用されている。ビタミンAの前形態であるため推奨栄養所要量 (RDA) を超えてはいけない。過剰摂取は生理的な有害反応（ビタミンA過剰症）を引き起こす。（ビタミン過剰症#ビタミンA過剰症）
パルミチン酸レチノールは、外用のスキンケア製品の成分としても用いられる。1981年に102の化粧品製品に配合され、1992年に355、2004年に700以上が確認されている。
光老化の60名が参加したランダム化比較試験では、半年後、偽薬の33%に対して、70%の人々で顔のシワを改善したが、これはパルミチン酸レチノールだけでなくビタミンC誘導体なども配合された製品を使用している。パルミチン酸レチノールを配合したオイルベースの保湿剤を使った2013年のランダム化比較試験では、2週間で無処置と比較して様々な計測結果に改善が見られはじめ、3か月後では粗いシワ、まだらな色素沈着、顔や首の透明感を改善しており、改善の度合いが多かった順に脚、腕、デコルテ、顔、首となった。パルミチン酸レチノールの日焼け止めはSPF20程度の効果がある。
子宮頸がんの放射線治療による膣萎縮と炎症出血その他の関連症状を抑えるための、低分子ヒアルロン酸とビタミンA（パルミチン酸レチノール）、ビタミンEを配合した膣坐薬があり、欧州の医療機器CE認証が取得されている。

## 発がん性の議論
1987年に米国の専門員会による安全性評価では、レチノールとパルミチン酸レチノールは化粧品成分として安全だとした。
2010年ごろ、動物実験で高用量のパルミチン酸レチノールによって癌化が促されたと、Environmental Working Group (EWG) と米国上院議員チャック・シューマーが注意を呼び掛け、大衆紙が日焼け止めの是非の議論に火を注いだ。毒性分析では、日焼け止め中のパルミチン酸レチノールが発がん性であることを裏付ける証拠はなかったとした EWGはこの知見には不備があると反論した。その後、米国国家毒性プログラムの技術報告書は、アジピン酸ジイソプロピルがマウスの皮膚の腫瘍の発生率を上げ、レチノイン酸やパルミチン酸レチノールはその比率を上昇させたとした。パルミチン酸レチノールの0.1%と0.5%クリームを用い、0.5%でのみ悪性腫瘍の増加が見られたもので、マウスはヒトより表皮が薄く皮膚がんを発症する傾向が強いことが知られており、ヒトへとそのまま適応するには注意が必要となる。専門委員会は2012年の米国国歌毒性プログラムの光発がん性試験を厳格に調査し、手法的な欠陥があると指摘したため、追加の試験が行われる可能性がある。
ヒトでは、様々なレチノイドの内服薬が皮膚がんのリスクの高い皮膚疾患の癌化を予防しており、また内服薬とレチノイド外用薬が広く使われているが皮膚がんのリスクを高めたということは報告されていない。

## 催奇形性
妊娠中の女性のサプリメントでの摂取について、世界保健機関の勧告では、健康上の利益が期待できるなら前形態のビタミンAで 10,000IU (3000mcg RE) を越えなければリスクはほとんどないとされる。前形態のビタミンAとはパルミチン酸レチノールや酢酸レチノールを指す。 （発展途上国でビタミンA欠乏症のリスクは高い）